# Rada Wolnego Handlu
Rada Wolnego Handlu – główny organ Północnoamerykańskiego Układu Wolnego Handlu (NAFTA) który sprawuje nadzór nad działalnością układu, wytycza kierunki rozwoju także rozstrzyga spory dotyczące stosowania i interpretacji zawartego porozumienia. Umowa ta zawarta pomiędzy USA, Kanadą i Meksykiem został podpisana w październiku 1992 roku, a weszła w życie 1 stycznia 1994. NAFTA, w przeciwieństwie do Unii Europejskiej, nie jest instytucją ponadpaństwową. Członkowie zobowiązani są do wymiany informacji o nowych aktach prawnych dotyczących handlu międzynarodowego. Grupa ta monitoruje także stosunki UE z Norwegią, Islandią, Liechtensteinem, Szwajcarią, Monako, Andorą, San Marino, Watykanem oraz Wyspami Owczymi oraz NAFTA ma własny system rozwiązywania sporów, oparty na koncyliacji i arbitrażu, oraz rozstrzyga spory dotyczące interpretacji i stosowania zawartego porozumienia.
W wyniku owego traktatu powstaje największy w świecie rynek (375 mln ludności, 6,5 bln dolarów rocznej produkcji). Dynamicznie rozwijające się w latach 90. inicjatywy integracji regionalnej, prowadzą też do idei poszerzenia NAFTA na kraje Ameryki Południowej i utworzenia wolnego rynku amerykańskiego.

## założenia
Uproszczenie w ciągu 15 lat formalności związanych z handlem między krajami-sygnatariuszami. Poprawa ochrony własności intelektualnej w strefie wolnego handlu. Stworzenie odpowiednich warunków do uczciwej, wolnej konkurencji oraz do rozwijania współpracy trójstronnej, regionalnej i wielostronnej.

## Cele
- zniesienie barier celnych
- uproszczenie procedury i dokumentacji celnej
- uproszczenie systemu zamówień rządowych
- ochrona inwestycji zagranicznych podmiotów krajów członkowskich
- wytycza kierunki rozwoju
- rozszerzenie perspektyw inwestycyjnych